# George Radmanović
Đorđe Radmanović, srbsko-slovenski kitarist, * 1968, Sremska Mitrovica.
Đorđe 'George' Radmanović se je s sedmimi leti preselil v Celje. Bil je odličen športnik (atletika) in je dobitnik številnih medalj in priznanj. Njegova glasbena pot se je začela pri trinajstih letih. Najprej je bil baskitarist v celjski rock skupini Celjski grofje, kasneje pa je postal kitarist v zasedbah Zoo simfonija in Ribari. Slednji so igrali glasbo legendarnih jugoslovanskih skupin, kot je YU Grupa.
Kasneje se je pridružil Francu Podgoršku v skupini Xenon, ki je nastopila na Pop delavnici 1986 - s skladbo, ki jo je napisal Đorđe: Nocoj sem del tvojih sanj. Đorđe se je septembra 1988 na povabilo Igorja Zelenovič Iggya pridružil zasedbi Veronique (na fotografiji drugi z leve). Kasneje, po letu 1993, se je posvetil jazz rock glasbi. Igral je tudi zvrsti, kot sta etno in folk glasba. Okoli leta 1996 pa se mu je rodil sin Saša “pudl” Radmanovič, ki pa ni nadaljeval očetove glasbene kariere.

## Diskografija
- skladba Nocoj sem del tvojih sanj (Xenon, 1986)
- Veronique (kaseta, založba Mandarina, 1991)
- skladba Vietnam (posneta za TV Zagreb, 1989)
- skladba Najboljše ženske (Veronique, 1989)